# 星际荣耀
北京星际荣耀空间科技有限公司（英語：i-Space）是中華人民共和國一間民營太空火箭公司，業務為衛星發射，還未有載人航天計畫。公司創始團隊成員多來自國營航天科技集團。

## 公司概況
公司關鍵人物姚博文和彭小波同样来自航天科技集团航天一院，2017年正式运营公司，五輪投資後星际荣耀已累计获得各类投资逾7亿元人民幣，創業一年多首枚實體火箭便升空與其班底員工多來自公家火箭技術的研發單位有密切關係，姚博文华中科技大学毕业後就成為創業者做过補習班、文玩店、美甲店、網購之后都失敗才又繼承回到父辈所在的航天機關工作。
2018年4月5日2时“双曲线一号S”首飞火箭在海南發射場成功升空，初次創下紀錄，這次任務是中國第一枚真正意义上的民营火箭，9月5日再次於酒泉卫星发射中心成功寫下歷史，到達亞軌道将2颗立方体衛星放出。
2018年6月30日宣布A輪融資成功，由经纬中国控股集團佔首輪大股份，复星集团、南京钢铁也有認購，宣布液氧甲烷发动机研發開始工程階段，2019年物價計算雙曲線一號火箭制造成本约5000万元人民幣，卫星发射收入和广告收入的比例在3:1。

## 產品概念
- 双曲线系列火箭

1. 双曲线一号（Hyperbola-1）：亚轨道火箭，發射傳統小衛星，已經試射成功。[3]双曲线一号运载火箭采用四级串联构型，前三级采用固体发动机，四级采用姿轨控一体的液体发动机。火箭直径1.4m，总长20m，起飞质量31t，近地轨道运载能力300kg，700km高度太阳同步轨道运载能力150kg。
2. 双曲线二号：一級發動機可著陸回收的火箭，設計階段。2023年11月双曲线二号可回收段的一个全尺寸測試機在酒泉試飛成功。[4][5]
3. 双曲线三号：二级部分可复用的液氧甲烷液体燃料运载火箭。预计2025年底首飞。

- 亞軌道飛行器：全機可重複使用的亞軌道太空飛機，設計階段。

## 发射记录
| 飞行次序             | 火箭型号    | 火箭序号 | 起飞时间（UTC+8）      | 发射工位                                   | 有效载荷           | 卫星轨道     | 发射结果 | 备注                                           |
| -------------------- | ----------- | -------- | ---------------------- | ------------------------------------------ | ------------------ | ------------ | -------- | ---------------------------------------------- |
| –                    | 双曲线一号S | –        | 2018年4月5日 02时00分  | 海南省儋州市中国科学院海南探空部火箭发射场 |                    | 亚轨道       | 成功     | 这是一次亚轨道太空飞行。                       |
| –                    | 双曲线一号Z | –        | 2018年9月5日 13时00分  | 酒泉卫星发射中心                           | 3颗立方体星        | 亚轨道       | 成功     | 这是一次亚轨道太空飞行。                       |
| 1                    | 双曲线一号  | 遥一     | 2019年7月25日 13时00分 | 酒泉卫星发射中心                           | 气球卫星 BP-1B卫星 | 近地轨道     | 成功     | 这是中国民营商业运载火箭成功实施首次入轨发射。 |
| 2                    | 双曲线一号  | 遥二     | 2021年2月1日 16时15分  | 酒泉卫星发射中心                           | 不详               | 太阳同步轨道 | 失敗     |                                                |
| 3                    | 双曲线一号  | 遥五     | 2021年8月3日 15时39分  | 酒泉卫星发射中心95B场坪                    | 吉林一号魔方01A    | 太阳同步轨道 | 失敗     |                                                |
| 4                    | 双曲线一号  | 遥四     | 2022年5月13日 15时09分 | 酒泉卫星发射中心场坪                       | 吉林一号魔方       | 太阳同步轨道 | 失利     |                                                |
| 5                    | 双曲线一号  | 遥六     | 2023年4月7日 12时00分  | 酒泉卫星发射中心场坪                       | -                  | 太阳同步轨道 | 成功     |                                                |
| 6                    | 双曲线二号  | 遥七     | 2023年11月2号14时      | 酒泉卫星发射中心                           | 迪迩一号           | 太阳同步轨道 | 成功     | 液体火箭全尺寸一子级回收实验                   |
| 7                    | 双曲线一号  | 遥八     | 2024年7月11日 7时40分  | 酒泉卫星发射中心95A场坪                    |                    | 太阳同步轨道 | 失利     |                                                |
| 8                    | 双曲线三号  | 遥一     | 2025年                 | 酒泉卫星发射中心                           |                    | 太阳同步轨道 | 计划     |                                                |
| \| 成功率：33.33% \| |             |          |                        |                                            |                    |              |          |                                                |
| 成功率：33.33%       |             |          |                        |                                            |                    |              |          |                                                |

## 創業軼聞
由於公司名稱緣故，創業初期曾找過王者榮耀的遊戲公關部門洽談投資與廣告，但被王者公關部回應「只跟國營機關合作」而拒絕，姚博文轉頭就卸載了遊戲，之後找過旅行箱品牌RIMOVA合作也被拒，對方回應「沒聽過你是誰」，一年後雙曲線一號成為首枚入軌的中國民營火箭登上央視與熱搜聲名大噪，同意投資在火箭上做廣告的长安汽车和金六福酒業也連帶沾光。